# Amerikai folyamirák
Az amerikai folyamirák vagy jelzőrák (Pacifastacus leniusculus) a felsőbbrendű rákok (Malacostraca) osztályának tízlábú rákok (Decapoda) rendjébe, ezen belül az Astacidae családjába tartozó faj.

## Előfordulása
Az amerikai folyamirák eredeti előfordulási területe a Sziklás-hegységktől nyugatra lévő észak-amerikai térségek. A kanadai Brit Columbiától kezdve, az Amerikai Egyesült Államokbeli Washington, Oregon és Idaho államokig őshonos. Európába az 1960-as évekbe telepítették be, hogy pótolja a csökkenőben levő folyami rákot (Astacus astacus). Magyarországon először 2018-ban igazolták megtelepedését. Az ország nyugati és délnyugati peremén jelent meg.

## Megjelenése
A rákpestis után Európában meghonosított amerikai folyamirák szemei mögött a lécszerű kiemelkedések teljesen hiányoznak. Általában 6-9 centiméter hosszú, de 16-20,3 centiméteres példányok is létezhetnek. Az alapszíne kékes-barna vagy vörösesbarna; az ollója közelében kékeszöld folt, míg az ollóján fehér folt látható.

## Életmódja
Ez a faj a betegséggel szemben – melynek okozója a Saprolegniaceae családba tartozó Aphanomyces astaci nevű gomba – teljesen immunis. Az amerikai folyamirák a szennyezett vizet is tűri, és növényekkel sűrűn benőtt, iszapos, sekély öblökben él. Egyaránt táplálkozhat éjjel is és nappal is, míg a hazai folyami rák főleg alkonyatkor és éjjel jár táplálék után. Az amerikai folyamirák mindenevő, azonban a legtöbbször szerves törmeléket fogyaszt.

## Szaporodása
Az amerikai folyamirák ősszel párzik. A nőstény 200-400 petét tojik, melyeket a hasán hord egészen tavaszig. Kikelésük után háromszor vedlenek a kis rákok, mielőtt elhagyják anyjukat. Az ivarérettséget 2-3 évesen éri el, és akár 20 évet is élhet.

## Képek

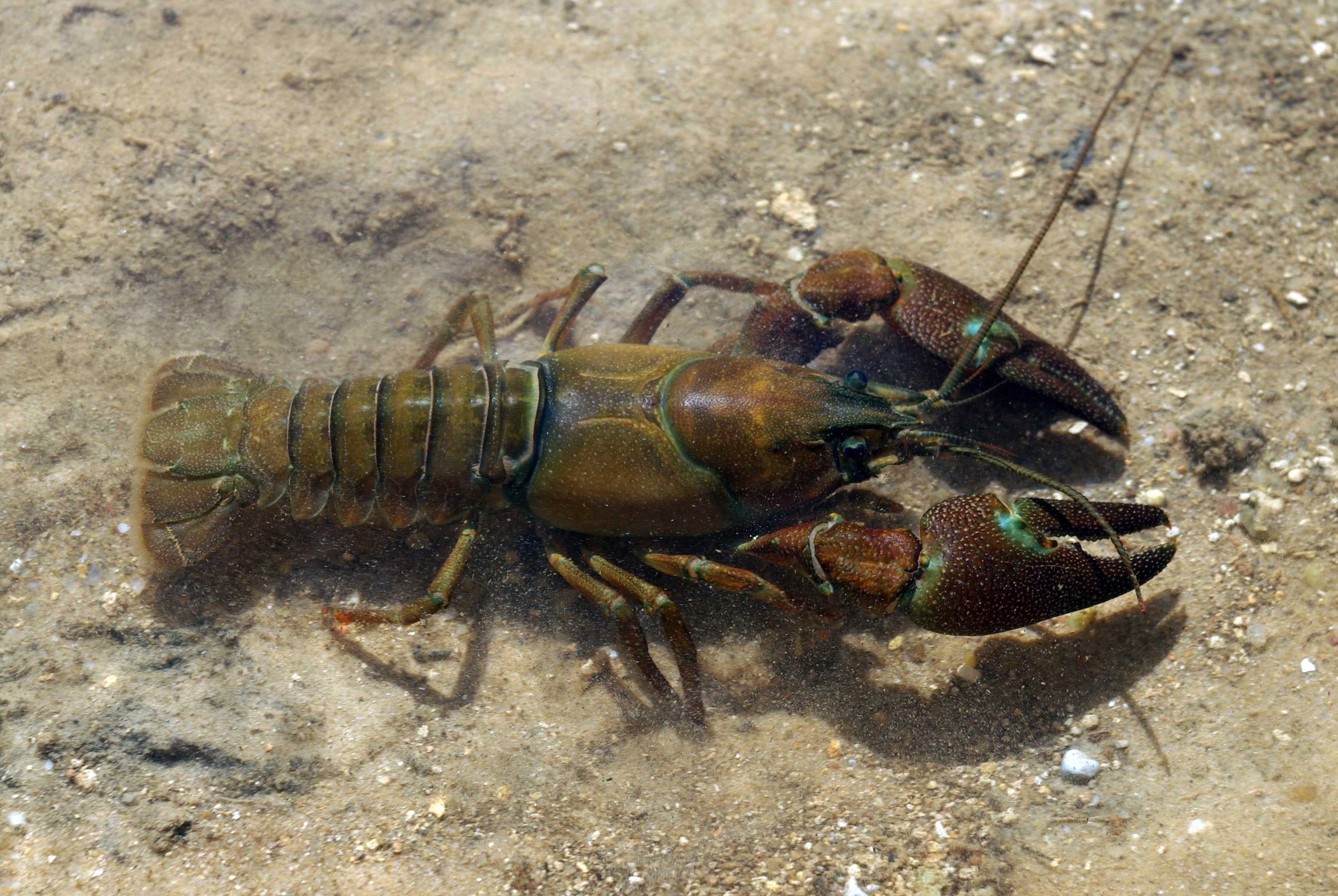
Kifejlett példány
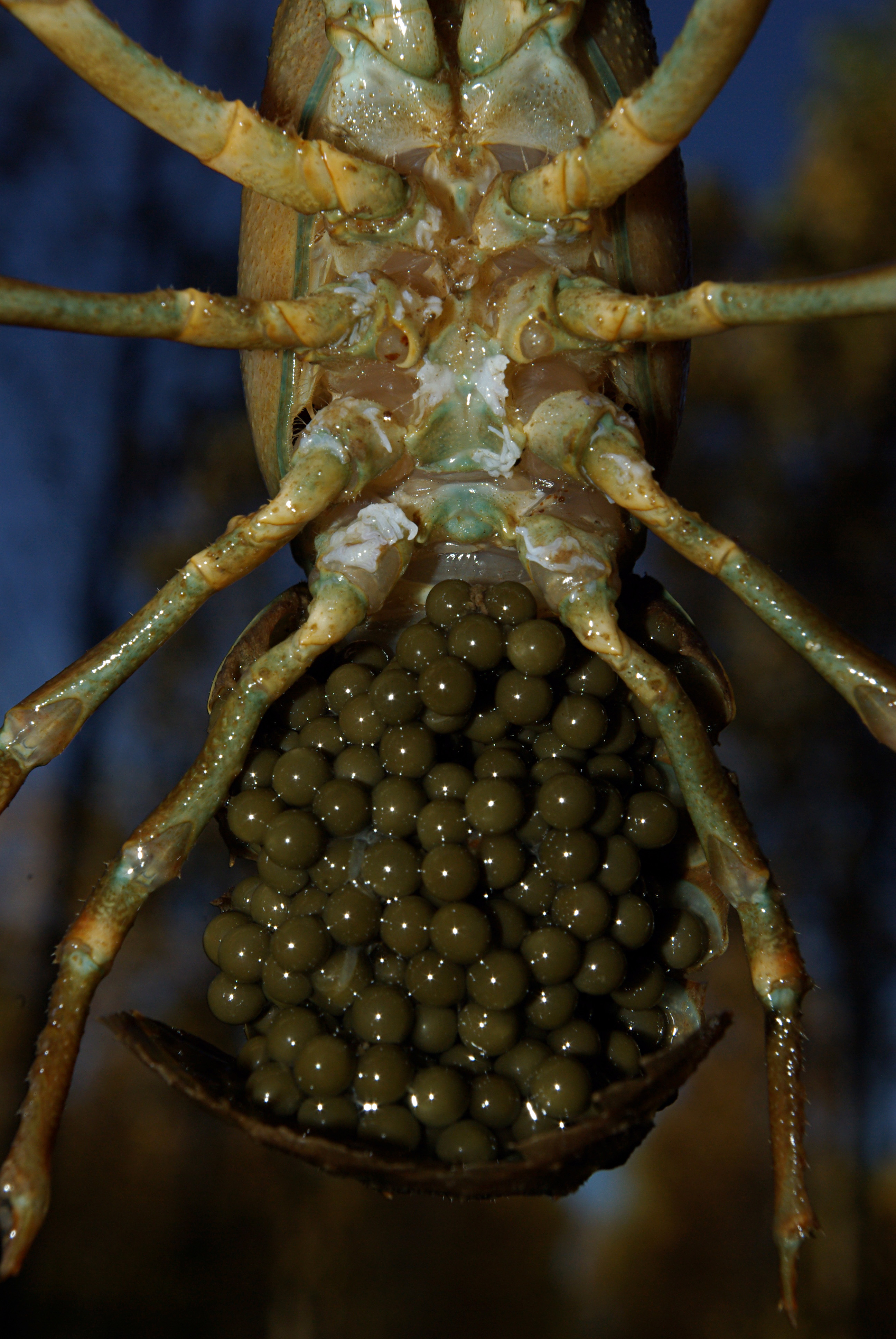
Nőstény petékkel
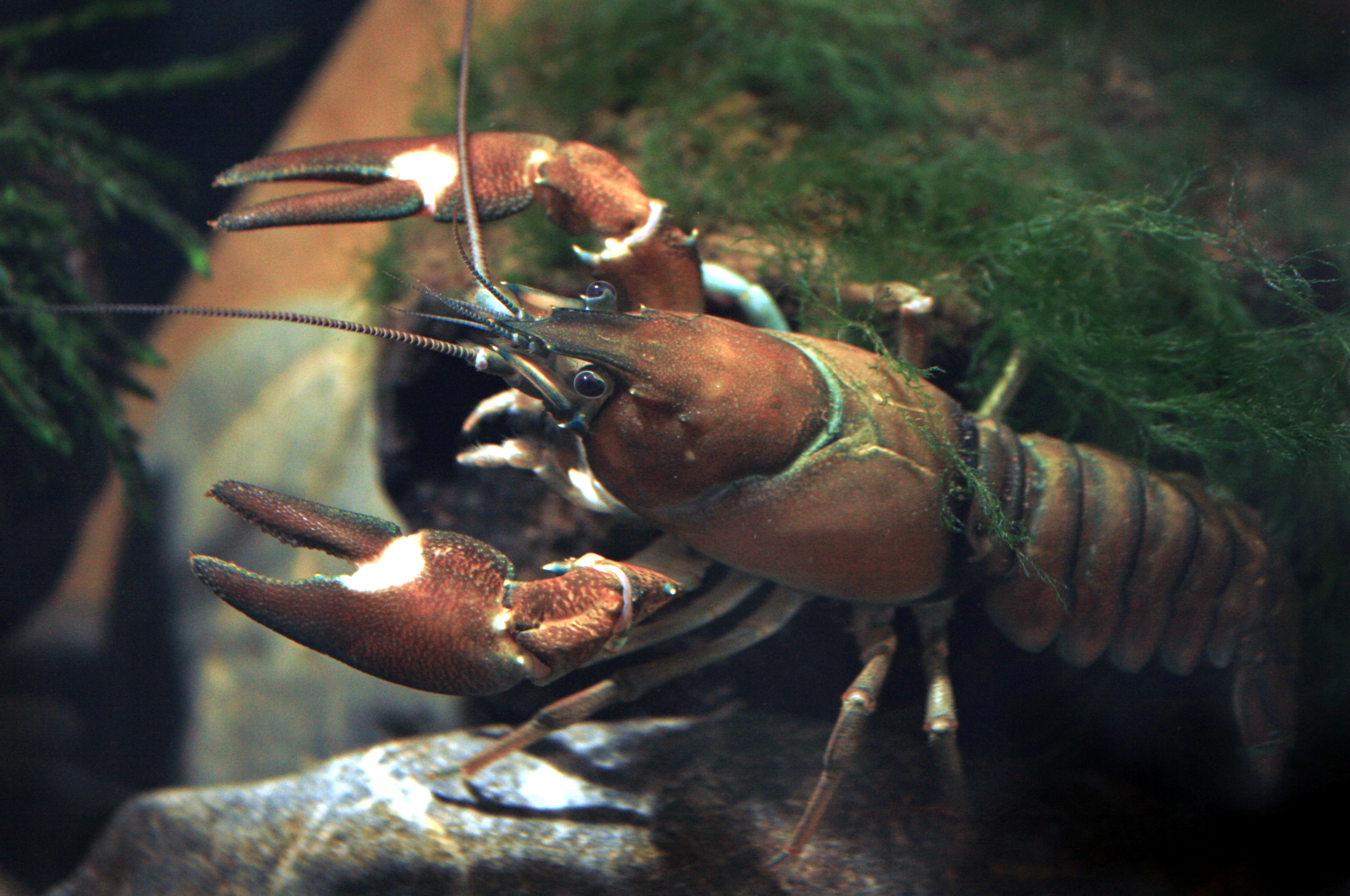
Táplálékkutatás közben
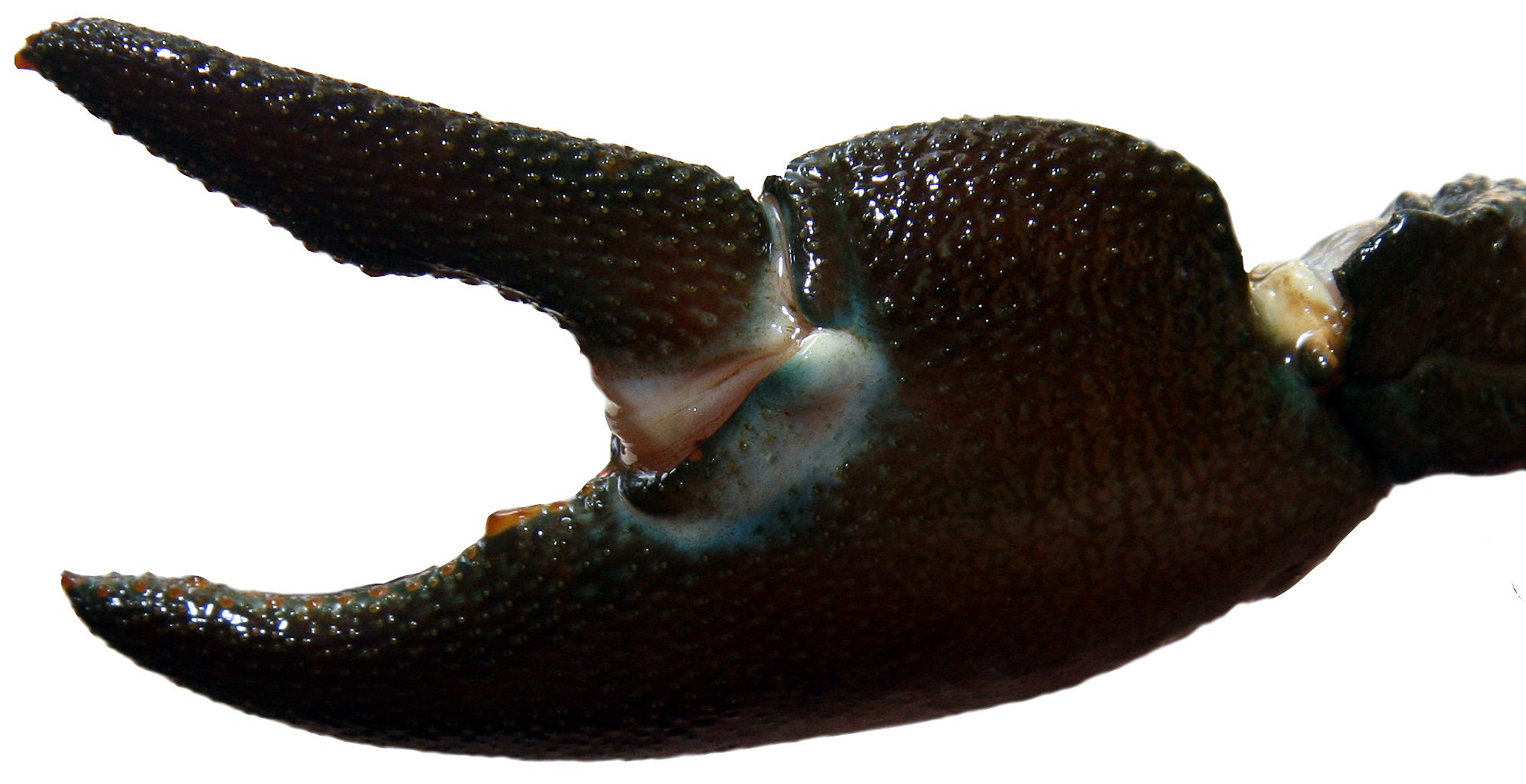
Amerikai folyami rák ollója